# Alophoixus
Alophoixus és un dels gèneres d'ocells, de la família dels picnonòtids (Pycnonotidae), a l'ordre dels passeriformes. Són aus que fan 16 – 24 cm de llargària, propis d'Àsia meridional i el Sud-est asiàtic. Va ser descrit per Eugen William Oates el 1889.

## Taxonomia
Segons la classificació del Congrés Ornitològic Internacional 13.2, aquest gènere conté vuit espècies:
- Alophoixus bres - Bulbul coronat de Java.
- Alophoixus flaveolus - Bulbul coronat gorjablanc.
- Alophoixus ruficrissus - Bulbul coronat de Borneo.
- Alophoixus frater - Bulbul coronat de Palawan.
- Alophoixus ochraceus - Bulbul coronat ocraci.
- Alophoixus pallidus - Bulbul coronat pàl·lid.
- Alophoixus phaeocephalus - Bulbul coronat olivaci.
- Alophoixus tephrogenys - Bulbul coronat d'Indonèsia.

Tanmateix, el Handook of the Birds of the World i la quarta versió de la BirdLife International Checklist of the birds of the world (desembre 2019), compten que Alophoixus té nou espècies, car consideren que una subespècie del bulbul coronat gorjablanc (A. flaveolus griseiceps) ha de ser considerat una espècie separada:
- Alophoixus griseiceps - Bulbul coronat de Myanmar.